# زیردریایی یو-۱۴۹ (۱۹۴۰)

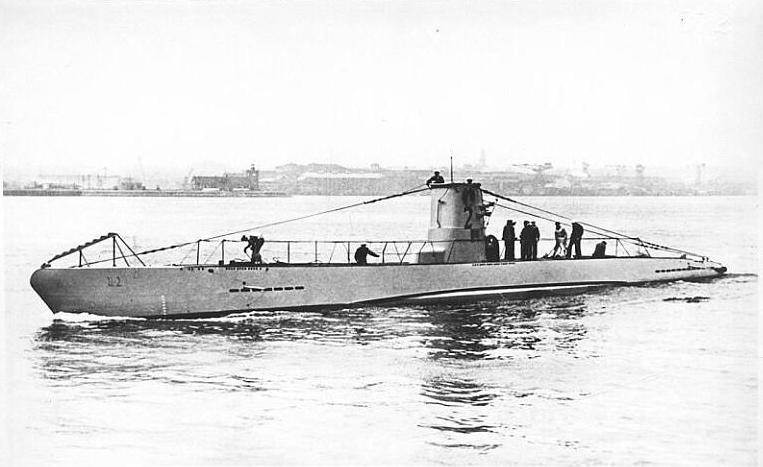
عکسی از زیردریایی یو-۱۴۹

زیردریایی یو-۱۴۹ (۱۹۴۰) (به انگلیسی: German submarine U-149 (1940)) یک زیردریایی بود که طول آن ۴۳٫۹۷ متر (۱۴۴ فوت ۳ اینچ) بود. این زیردریایی در سال ۱۹۴۰ ساخته شد.